# Дејвид Ворнер
Дејвид Хетерсли Ворнер (енгл. David Hattersley Warner; Манчестер, 29. јул 1941 — Лондон, 24. јул 2022) био је енглески глумац, који је играо и позитивне ликове и негативце у позоришту, филму, телевизији, анимацији и видео игрицама. Као филмски глумац, најпознатији је по улогама епизодиста у бројним холивудским филмовима.
Током своје дуге каријере постао је познат по улогама у филмовима као што су Предсказање (1976), Гвоздени крст (1977), Временски бандити (1981), Трон (1982), Звездане стазе V: Крајња граница (1989) и Звездане стазе VI: Неоткривена земља (1991), У устима лудила (1994), Титаник (1997), Врисак 2 (1997), Планета мајмуна (2001) и Повратак Мери Попинс (2018). Године 1981. добио је награду Еми за „најбољег споредног глумца у мини серији или филму“ за улогу у телевизијској серији „Масада“. Ворнер даје глас Рас Ал Гулу, једном од Бетменових највећих непријатеља у Бетмен: Анимирана серија, Супермен: Анимирана серија и Бетмен из будућности.